# EuroNight

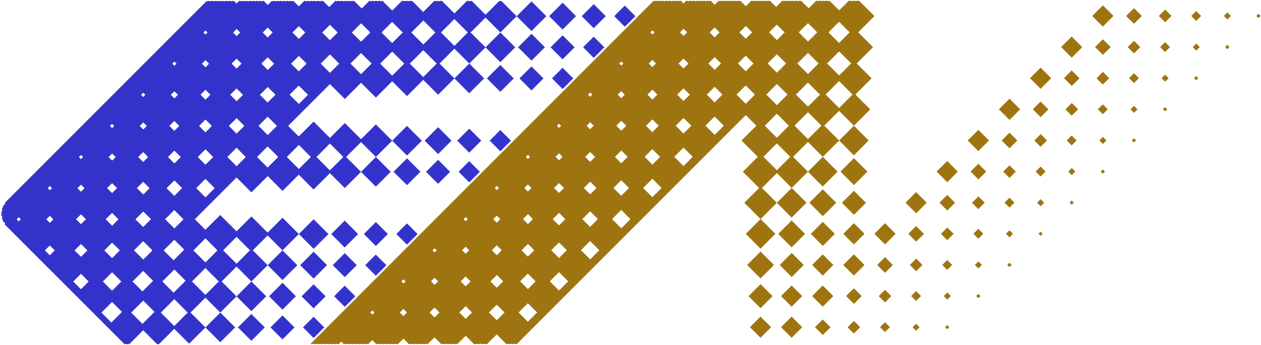

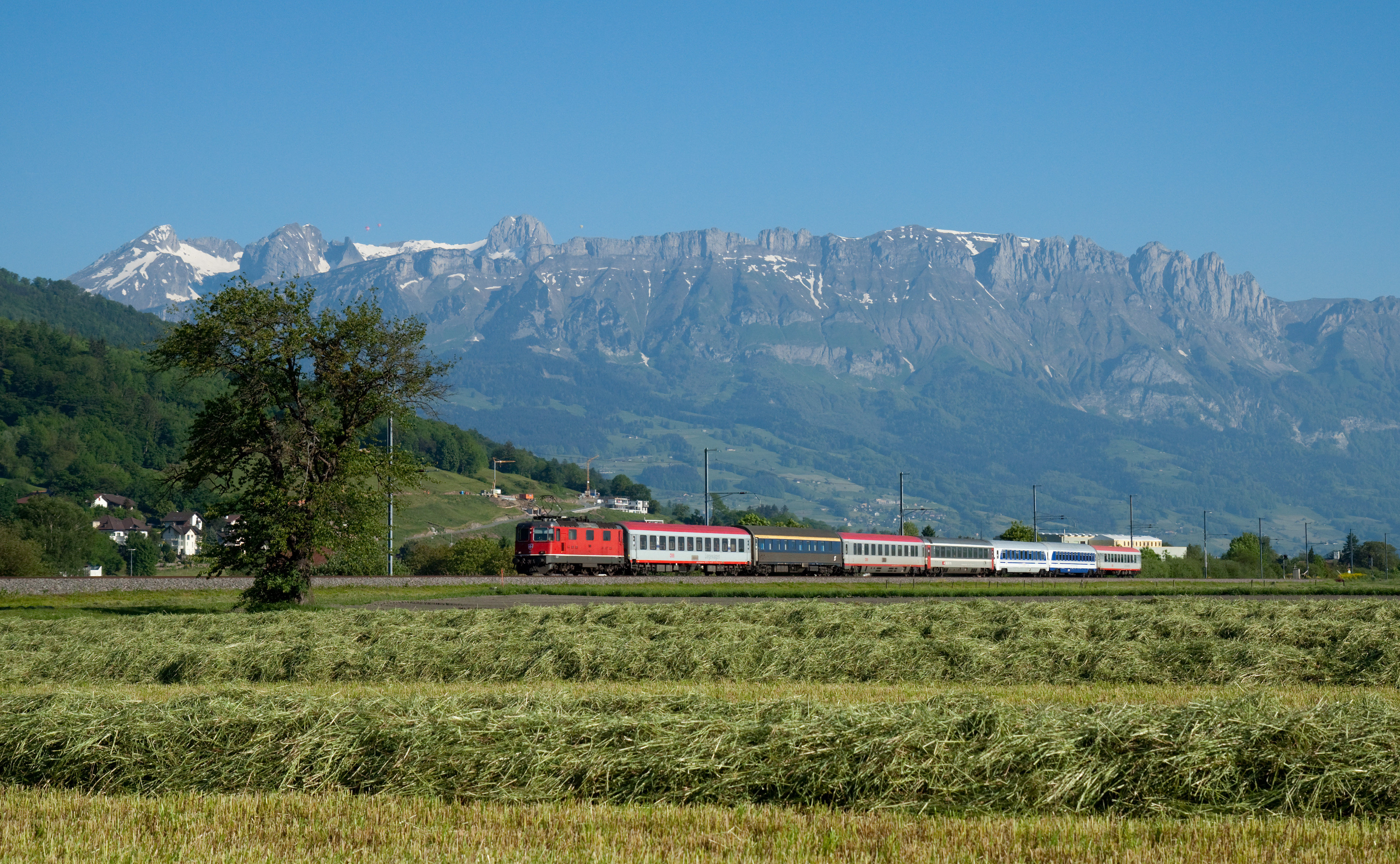
EuroNight поблизу Цюрихського озера

Мережа EuroNight на 2016 рік

EuroNight (EN) — тип внутрішньодержавних та міжнародних поїздів європейської залізничної мережі, які відповідають певним фірмовим критеріям за системою «швидкість — комфорт — сервіс». Експлуатуються з 1993 року поряд із денними «EuroCity».

## Характеристика
Оскільки потяги «EuroCity» курсують виключно у денну пору доби, нічну нішу швидкісних пасажирських залізничних перевезень у Європі зайняли потяги класу «EuroNight». Потяги курсують вночі, тому у них створений спеціальний сервіс для забезпечення комфорту пасажирів. Формування складів здійснюється зі спеціальних вагонів, у яких передбачено розміщення пасажирів з індивідуальними спальними місцями. Потяги класу комплектуються зі спальних, купейних та плацкартних вагонів.
Окремі потяги мережі мають власні назви та позивні із префіксом «EN». 